# Скрамтаев, Борис Григорьевич
Борис Григорьевич Скрамта́ев (14 января 1905, Курская губерния — 13 сентября 1966, Москва) — советский архитектор, специалист в области строительных материалов, действительный член АСиА СССР (1956), профессор, доктор технических наук (1936), лауреат Сталинской премии (1950), инженер-полковник.

## Биография
Родился в посёлке Гончарная Слобода Суджанского уезда Курской губернии.
В 1926 году окончил Харьковский технологический институт. В 1929—1931 годы — заведующий лабораторией строительных материалов в Харькове, в Украинском институте сооружений. С 1932 года преподавал в МИСИ имени В. В. Куйбышева , в ВИА имени В. В. Куйбышева и в других вузах. В 1927—1934 годах принимал участие в составлении «Технической энциклопедии» в 26-и томах под редакцией Л. К. Мартенса, автор статей по тематике «строительные материалы».
В 1945—1947 годы — заместитель министра промышленности строительных материалов СССР. Председатель технического совета Наркомстроя СССР.
Руководитель научно-исследовательского института цемента (1947), Научно-исследовательского института бетона и железобетона (НИИЖБ) (1956). Член ВКП(б) с 1941 года.
В 1935 — 1939 годах он был депутатом Куйбышевского райсовета Москвы, в течение 20 лет избирался заместителем председателя центрального правления Научно-технического общества «НТО стройиндустрии».
Скончался в 1966 году; похоронен на Новодевичьем кладбище.

## Научная деятельность
В 1935 году защитил докторскую диссертацию.
Основные направления исследований — технология строительных материалов, в особенности бетона. Основные достижения:
- разработал основы теории прочности бетона и методы расчёта его составов,
- разработал новые виды цементов и бетонов,
- разработал методы контроля качества бетона,
- усовершенствовал технологию производства бетона.

Состоял членом редколлегий журнала «Бетон и железобетон», международного журнала «Бюллетень РИЛЕМ».
Действительный член Академии строительства и архитектуры СССР (1956), член президиума Академии строительства и архитектуры СССР. Президент (1963) Международного союза лабораторий по испытаниям и исследованиям материалов и конструкций (РИЛЕМ). Член Американского общества исследований материалов и Американского института бетона (1944—1946).
Автор более 440 учебников, научных публикаций, брошюр и статей, а также 26 авторских свидетельств по различным разделам строительства. Широко известны и используются строителями его предложения по подбору составов бетона, расчёту охлаждения бетона зимой, теории прочности бетона.

### Избранные труды
- Бетоны различных видов. — Л., 1933.
- Строительные материалы. — 6-е изд. — М., 1953.
- Крупнопористый бетон и его применение в строительстве. — М., 1955.
- Испытание на прочность бетона в образцах, изделиях и сооружениях. — М., 1964.

## Награды и премии
- орден Красного Знамени (13.6.1952)
- орден Трудового Красного Знамени (9.1.1943)
- два ордена Красной Звезды (16.8.1936; 30.4.1947)
- шесть медалей.
- Сталинская премия третьей степени (1950)— за создание и внедрение в производство новых видов цемента